# دفیله (فیلم)
«دفیله» (آلمانی: Der Katzensteg) فیلم صامت درام به کارگردانی گرهارد لامپرشت است که در سال ۱۹۲۷ منتشر شد.